# Termas de Tito
Termas de Tito foram um complexo de termas que ficava no Esquilino (monte Ópio) em Roma, numa área atualmente compreendida entre a Via Nicola Salvi, Via delle Terme di Tito e Viale del Monte Oppio. Era uma das termas mais antigas de Roma do tipo chamado "imperial".

## História
É provável que tenham sido os arquitetos de Nero a inventarem as "termas imperiais", mas os restos das Termas de Nero, no Campo de Marte, são muito raros para que se possa julgar com certeza. Por outro lado, este novo tipo é claramente observável nas Termas de Tito, construído por Tito em 80, na época da inauguração do Coliseu (e terminado durante o reinado de seu irmão Domiciano), possivelmente um rearranjo para uso público dos grandiosos banhos da Casa Dourada de Nero, o que seria coerente com o programa imperial dos imperadores flavianos de devolver ao povo romano o espaço urbano que Nero havia se apropriado.

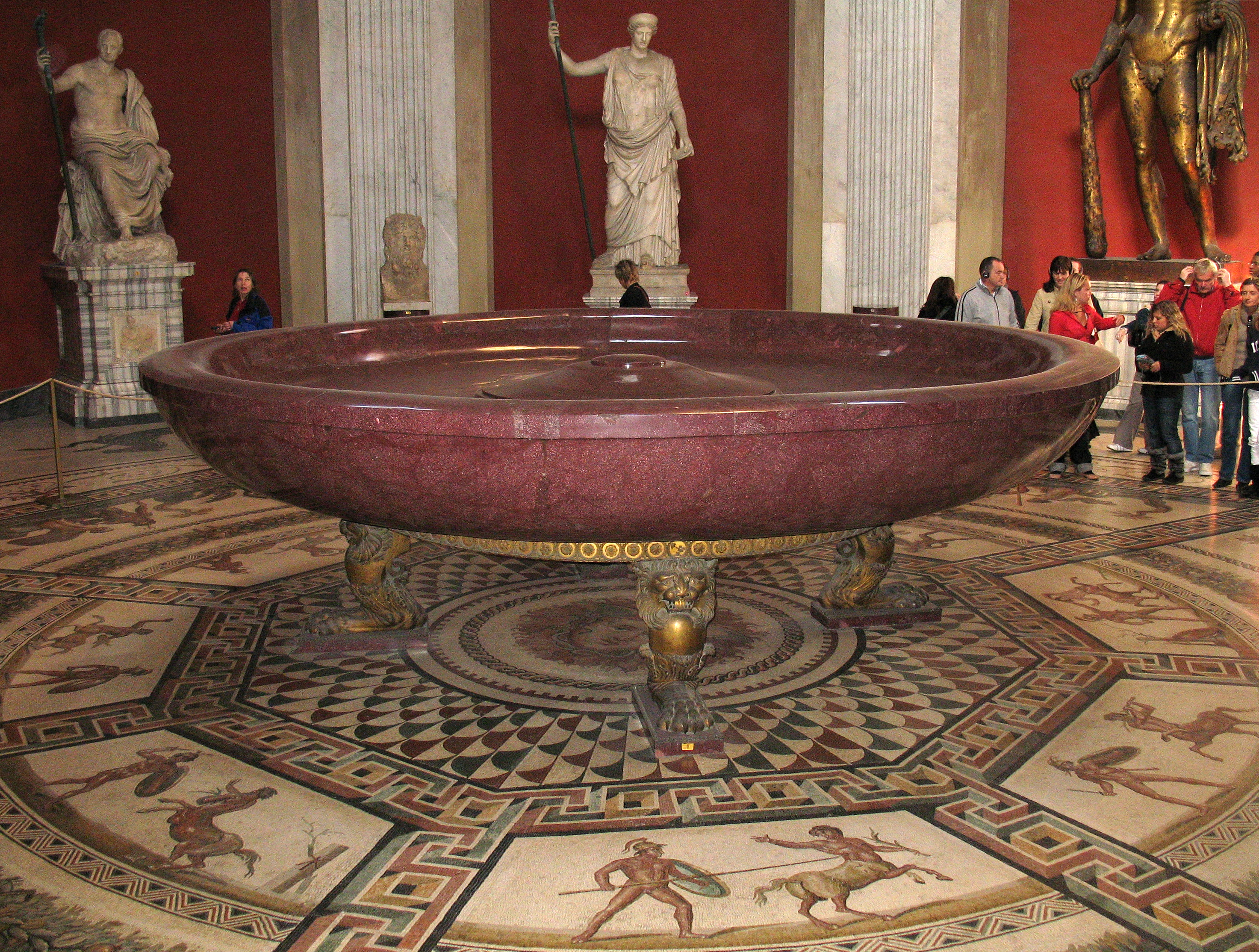
A chamada "Banheira de Nero", preservada nos Museus Vaticanos e oriunda das Termas de Tito.

As fontes mencionam uma restauração em 238 e restos dos muros atestam uma reforma na época de Adriano (r. 117-138). Como não há mais notícias dele a partir daí, não é improvável que o complexo todo tenha sido precocemente abandonado com o objetivo de reutilizar o mármore e os materiais de construção em outros edifícios, como palácios e igrejas (como as capelas laterais da Igreja de Jesus ou a grande bacia de pedra reutilizada na fonte do Cortile del Belvedere, no Vaticano).

## Descrição
A respeito das termas do tipo republicano (como as Termas Estabianas de Pompeia), a novidade era a fusão do ginásio com as termas propriamente ditas e na organização dos vários ambientes ao longo de um único eixo ao invés de uma simples organização casual dos espaços. Além disto, a presença de um frigidário tornou-se habitual.
Os restos das Termas de Tito ainda visíveis são poucos (uma fachada com semicolunas de tijolos e vários pedaços dos muros), mas é possível ter uma ideia precisa da planta graças a um desenho feito por Andrea Palladio no século XVI, quando as ruínas eram muito maiores. A partir do desenho, percebe-se que os edifício das termas, de planta quadrada similar à das Termas de Nero, era cenograficamente precedido por um grande terraço no cume do monte Ópio, delimitado por um muro perimetral e acessível através de uma escadaria em dois lances coberta por duas elevações (uma na frente e outra atrás) com pequenas abóbadas em cruzaria. A entrada principal provavelmente se dava pelo lado norte.
O complexo abrangia uma área de cerca de 125 x 120 metros, da qual a metade sul era o terraço. Os ambientes estavam dispostos lateralmente em torno de um eixo central, segundo uma precisa simetria típica das termas imperiais. Um duplo caldário estava avançado em relação à fachada justamente onde terminava a escadaria. Os caldários tinham uma abside do lado norte e piscinas nas laterais. Através de um corredor central que separava os caldários era possível chegar a um pequeno tepidário retangular e, adiante, estava o frigidário, pensado como um grande salão basilical com uma abside no lado mais longo (como era usual nas basílicas romanas) e piscinas laterais.
Dos lados da estrutura das termas estavam dois ambientes simétricos: dois pátios, duas salas de trocadores e duas salas de entretenimento (para leitura, recitais etc.).
Apesar de o edifício ter sido modesto quando comparado com as termas imperiais posteriores (como as enormes Termas de Trajano, Termas de Caracala e Termas de Diocleciano), já é possível perceber um processo consolidado de organização dos ambientes internos. Já o elemento cenográfico é único quando comparado com os edifícios dos séculos seguintes, mas coerente com as demais obras da dinastia flaviana (Fórum da Paz, Palácio Augustano ou o Fórum Transitório). Também é notável o uso complexo e orgânico da abóbada em cruzaria, um elemento desenvolvido plenamente naquela época e sem par em edifícios contemporâneos.